# 나딘 앙거러
나딘 마레이케 앙거러(독일어: Nadine Marejke Angerer, 1978년 11월 10일 ~ )는 독일의 전직 여자 축구 선수로 포지션은 골키퍼이다. 2013년 FIFA 올해의 여자 선수, UEFA 올해의 여자 선수로 선정되었다.

## 경력

### 클럽
ASV 호프슈테텐(ASV Hofstetten)에서 축구 선수 생활을 시작했다. 원래는 공격수로 뛰었지만 나중에 포지션을 골키퍼로 바꾸게 된다. 1995년 1. FC 뉘른베르크로 이적했고 1996년 FC 바커 뮌헨(FC Wacker München)으로 이적했다. 1999년부터 2001년까지 바이에른 뮌헨 소속으로 뛰는 동안 팀의 프라우엔-분데스리가 승격을 이끌었다.
2001년부터 2007년까지 투르비네 포츠담(Turbine Potsdam) 소속으로 뛰는 동안 팀의 프라우엔-분데스리가 2회 우승과 여자 DFB-포칼 3회 우승, 2004-05 UEFA 여자컵 우승에 공헌했다. 2008년 스웨덴의 유르고르덴 IF 담으로 이적했지만 불과 1년만에 1. FFC 프랑크푸르트로 이적하면서 독일 무대에 복귀하게 된다. 2011년 팀의 여자 DFB-포칼의 우승을 이끌었으며 비르기트 프린츠가 은퇴한 뒤부터 팀의 새 주장으로 임명되었다.
2013년 오스트레일리아의 W리그(W-League) 소속 클럽인 브리즈번 로어로 자유 이적했으며 2014년 1월 13일 미국의 내셔널 우먼스 사커 리그(National Women's Soccer League) 소속 클럽인 포틀랜드 손스로 이적했다. 2015년 5월 13일 선수 생활을 마감했다.

### 국가대표
그의 첫 독일 여자 축구 대표팀 경기는 1996년 8월 27일에 열린 네덜란드와의 경기였다. 그렇지만 당시 독일 여자 축구 대표팀의 주전 골키퍼로 있던 질케 로텐베르크(Silke Rottenberg)에게 밀려 한동안 2인자로 남아 있었고 독일의 2003년 FIFA 여자 월드컵 우승과 UEFA 유럽 여자 축구 선수권 대회 3회 우승(1997년, 2001년, 2005년), 올림픽 여자 축구 동메달 2회 수상(2000년 시드니 하계 올림픽, 2004년 아테네 하계 올림픽)을 벤치에서 지켜봐야만 했다.
2007년 FIFA 여자 월드컵에서 대회 개막 이전에 십자인대 파열 부상을 당한 로텐베르크를 대신하여 독일 여자 축구 대표팀의 주전 골키퍼로 뛰었다. 브라질과의 결승전에서 마르타의 페널티킥을 선방하는 등 6경기(540분) 동안에 단 한 골도 허용하지 않는 수비를 보여주었으며 독일은 그의 활약에 힘입어 우승을 차지하게 된다. 2008년 베이징 하계 올림픽에서 독일의 올림픽 여자 축구 동메달 수상에 기여했고 2009년 UEFA 유럽 여자 축구 선수권 대회에서는 독일의 통산 7번째 UEFA 유럽 여자 축구 선수권 대회 우승에 기여했다.
2011년 FIFA 여자 월드컵에서 나이지리아와의 조별 예선 2차전 경기에서 자신의 국가대표팀 100경기 출전 기록을 수립했지만 독일은 일본과의 8강전에서 패하고 만다. 비르기트 프린츠가 독일 여자 축구 대표팀에서 은퇴한 뒤부터 독일 여자 축구 대표팀의 새 주장으로 임명되었다. 2013년 UEFA 유럽 여자 축구 선수권 대회에서 독일의 통산 8번째 UEFA 유럽 여자 축구 선수권 대회 우승에 공헌했다. 특히 노르웨이와의 결승전에서는 노르웨이의 트리네 뢴닝, 솔베이 굴브란센이 키커로 나섰던 페널티킥을 선방하는 등 독일의 1-0 승리를 이끌었고 대회 최우수 선수로 선정되는 영예를 안게 된다. 2013년 9월 21일 비르기트 프린츠(16년 338일)가 보유하고 있던 독일 여자 축구 대표팀 최장 기간 출전 기록을 갱신했다.
2015년 FIFA 여자 월드컵에서 독일 대표팀의 주전 골키퍼로 출전했지만 독일은 잉글랜드와의 3, 4위전에서 패하면서 4위를 기록했다. 그는 이 경기를 끝으로 대표팀에서 은퇴하게 된다.

## 사생활
나딘 앙거러는 이벤트 기술자 견습생 활동을 중단한 이후에 물리치료 훈련을 받았으며 2006년부터 2007년까지 물리치료사 시험을 치르기 위해 국가대표팀에서 휴식을 취했다.
2010년 12월에는 독일의 신문 《디 차이트》(Die Zeit)를 통해 자신은 양성애자로서 개인적인 인간 관계를 고려했을 때에는 성별을 이유로 다른 사람을 차별하지 않는다고 밝혔다. 2016년 11월에는 마그달레나 골롬베크(Magdalena Golombek)와 동성결혼을 했다.

## 수상

### 클럽
투르비네 포츠담
- UEFA 여자 챔피언스리그 1회 우승 (2004–05)
- 프라우엔-분데스리가 2회 우승 (2003–04, 2005–06)
- 여자 DFB-포칼 3회 우승 (2003–04, 2004–05, 2005–06)

1. FFC 프랑크푸르트
- 여자 DFB-포칼 1회 우승 (2010–11)

### 국가대표
- FIFA 여자 월드컵 2회 우승 (2003, 2007)
- UEFA 유럽 여자 축구 선수권 대회 5회 우승 (1997, 2001, 2005, 2009, 2013)
- 하계 올림픽 여자 축구 동메달 3회 수상 (2000, 2004, 2008)

### 개인
- 2007년 FIFA 여자 월드컵 대회 최우수 골키퍼 수상
- 2007년 질베르네스 로르베르블라트 (Silbernes Lorbeerblatt) 수상
- 2013년 UEFA 올해의 여자 선수 선정
- 2013년 FIFA 올해의 여자 선수 선정

## 같이 보기
- 올림픽 축구 메달리스트 목록